# Constitució Espanyola de 1812
La Constitució de 1812 o Constitució de Cadis (oficialment: Constitució política de la Monarquia espanyola) va ser la norma fonamental de la Monarquia espanyola redactada per les Corts de Cadis el 1812, reunides a Cadis, sota l'assetjament dels francesos.
Fou de caràcter liberal i va ser coneguda com "La Pepa", pel fet d'haver-se aprovat el dia de sant Josep. La constitució establia la sobirania en la Nació (no ja en el rei), la monarquia constitucional, la separació de poders, la limitació del rei, el sufragi universal masculí indirecte, la llibertat d'impremta, la llibertat d'indústria i el dret de propietat, entre d'altres. El text establia que la religió de la nació espanyola és la catòlica i prohibia de manera expressa l'exercici de qualsevol altra, i el rei ho continuava essent "por la gracia de Dios y la Constitución". De la mateixa manera, aquest text constitucional no va reconèixer cap dret per a les dones, ni tan sols el de ciutadania La mateixa paraula "dona" apareix escrita una sola vegada, dins una citació accessòria de l'article 22. Fou la Constitució Espanyola amb més articles (més del doble de l'actual).

## Constitució efímera
La Constitució de Cadis fou promulgada per la regència el 19 de març de 1812. Revocada pel rei Ferran el 4 de maig de 1814 i restablerta pel general Riego el 1820 amb el pronunciament de Riego; el 1823 els francesos (Cent mil fills de Sant Lluís) van ajudar a la seva derogació. El 1836 es va restablir després dels successos de La Granja del 13 d'agost de 1836 i va estar vigent fins al 24 d'octubre de 1836 en què el govern va presentar el 18 de juny la Constitució Espanyola de 1837.

## Contingut de la Constitució
- La sobirania resideix en la nació
- Monarquia hereditària
- Divisió de poders (executiu, judicial i legislatiu)
- Sufragi universal masculí
- Religió catòlica única religió de l'estat
- Proposta de divisió provincial
- Corts unicamerals elegides per sufragi limitat indirecte cada 2 anys
- Dret de veto del rei
- Rei inviolable
- El Rei nomena els secretaris responsables davant les corts
- Consell d'estat, espècie de consell reial, de caràcter consultiu
- Unificació del codi civil a tot el territori

## Els diputats catalans que signaren la Constitució Espanyola de 1812
L'historiador Román Piña Homs (Los diputados catalanes y mallorquines, dins Cortes y Constitución de Cádiz. 200 años) senyala que els delegats catalans, fora d'Antoni de Capmany, Ramon Llàtzer de Dou, el reaccionari Jaume Creus, i el molt catalanista Felip d'Aner d'Esteve, tenien dificultats d'expressió en castellà. Així mateix assenyala que els diputats catalans tenien el mandat de defensar mesures econòmiques proteccionistes per a la indústria i el comerç català, els privilegis dels gremis catalans, el manteniment de les institucions de govern autònom de Catalunya (la Junta Superior de Govern del Principat de Catalunya), i quan sorgí l'anomenat El Arreglo de Provincias sobre la configuració territorial, els diputats catalans havien de procurar per restituir les Constitucions catalanes abolides per Felip V el 1714: 
| « | debe Cataluña no solo conservar sus privilegios y fueros actuales, sino también recobrar los que disfrutó en el tiempo en que ocupó el Trono Español la Augusta Casa de Austria | » |

- 1.Felip d'Aner i d'Esteve, advocat, elegit diputat per Catalunya el 1810; signà la Constitució de 1812

| « | Nadie es capaz de hacer que los catalanes se olviden de que son catalanes | » |

- 2.Fèlix Aytes, eclesiàstic tradicionalista, elegit diputat per Catalunya el 1810; signà la Constitució de 1812
- 3.Francesc Calvet i Rubalcaba, advocat, elegit diputat per Girona el 1810; signà la Constitució de 1812
- 4.Antoni de Capmany de Montpalau i de Surís, historiador, elegit diputat per Catalunya el 1810; signà la Constitució de 1812

| « | hasta el año 1714, en que las armas de Felipe V, más poderosas que las leyes, hicieron callar todas las instituciones libres en Cataluña, y Barcelona recibió un ayuntamiento bajo la planta aristocrática de las demás ciudades de Castilla. | » |

- 5.Jaume Creus i Martí, eclesiàstic tradicionalista, elegit diputat per Catalunya el 1810; signà la Constitució de 1812
- 6.Ramon Llàtzer de Dou i de Bassols, elegit diputat per Catalunya el 1810; signà la Constitució de 1812

| « | A Catalunya se la trata como provincia conquistada | » |

- 7.José Espiga i Gadea, eclesiàstic castellà nascut a Palenzuela (Palència); elegit diputat per Catalunya el 1810 substituint a Josep Vidal (canonge); signà la Constitució de 1812
- 8.Ramon de Lladós, eclesiàstic tradicionalista, elegit diputat per Catalunya el 1810; signà la Constitució de 1812
- 9.Francesc Morrós i Cibila, eclesiàstic tradicionalista, elegit diputat per Catalunya el 1810; signà la Constitució de 1812
- 10.Fernado Antonio Navarro, militar castellà nascut a Piedrahita (Àvila); elegit diputat per Tortosa el 1810; signà la Constitució de 1812
- 11.Francesc de Papiol i Padró, eclesiàstic tradicionalista, elegit diputat per Catalunya el 1810; signà la Constitució de 1812
- 12.Joan Baptista Serres, advocat conservador favorable als gremis, elegit diputat per Catalunya el 1811 substituint a Josep Joaquim Milà de Roca; signà la Constitució de 1812
- 13.Joan de Montserrat olim. Pérez de Suelves, marquès de Tamarit d'Altafulla, conservador favorable a preservar els seus privilegis feudals sobre Altafulla; elegit diputat per Catalunya el 1811 substituint a Francisco de la Dueña; signà la Constitució de 1812
- 14.Ramon Utgés, catedràtic de Cervera, elegit diputat per Catalunya el 1810; signà la Constitució de 1812
- 15.Joan del Valle i Adroer, advocat, elegit diputat per Catalunya el 1810 substituint al mort Joan Gispert (diputat); signà la Constitució de 1812

| « | los diezmos enfitéuticos de Cataluña no son como las tercias de Castilla y los de los reinos de Aragón, Navarra, Granada y Valencia. | » |

- 16.Josep de Vega i de Sentmenat, conservador favorable als gremis; elegit diputat per Cervera el 1810; signà la Constitució de 1812

Les pressions dels diputats catalans, que uniren les seves forces amb els diputats aragonesos, valencians, mallorquins per reclamar els furs abolits per Felip V el 1714, conjuntament amb els navarresos que aspiraven a defensar els seus furs vigents, provocaren la irritació del diputat extremeny Diego Muñoz Torrero que cridà:
| « | estamos hablando como si la Nación Española no fuese una, sino que tuviera Reinos y Estados diferentes. Es menester que nos hagamos cargo que todas estas decisiones de provincias, deben desaparecer, y que en la Constitución actual deben refundirse todas las leyes fundamentales de las demás provincias de la monarquía. La comisión se ha propuesto igualarlas a todas, pero para esto, lejos de rebasar los Fueros, por ejemplo, de los navarros y aragoneses, ha elevado a ellos a los andaluces, castellanos, etc., igualándoles de esta manera a todos juntos para formar una sola familia con las miasmas leyes y gobierno. Si aquí viniera un extranjero que no nos conociera, diría que aquí había seis o siete naciones [..] Y quiero que nos acordemos que formamos Una sola Nación, y no un agregado de varias naciones. | » |

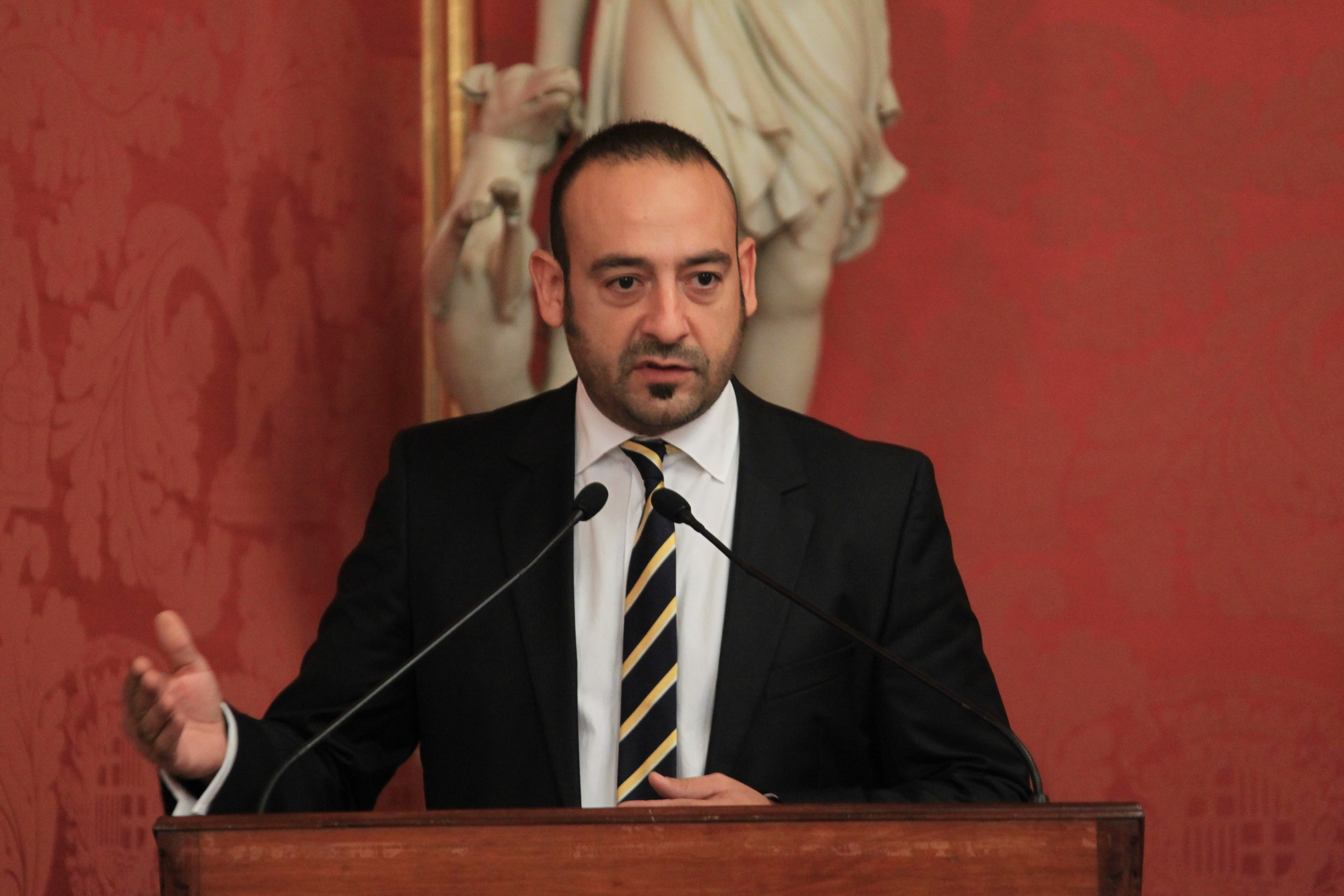
El 2012 el diputat Jordi Cañas es lamentà que no s'homenatgés institucionalment els diputats catalans a les Corts de Cadis, fent especial menció de Ramon Llàtzer de Dou i de Bassols, un diputat català que va preservar el dret civil català particular i diferenciat de l'espanyol, i es posicionà contrari a la llibertat de premsa i en favor de la Inquisició.

Els diputats catalans que varen participar en les Corts de Cadis foren majoritàriament, o bé, defensors d'idees conservadores, o bé directament reaccionàries i tradicionalistes. Els més significats van ser Felip Aner d'Esteve, Jaume Creus, Joan del Valle, Ramon Utgés i Francesc Papiol, i els que tingueren un paper destacat sobremanera foren Antoni de Capmany i Ramon Llàtzer de Dou i de Bassols (1742–1832); Llàtzer de Dou era catedràtic de dret civil català a Cervera, jurista, polític i economista; la seva intervenció a les Corts va ser clau per evitar l'abolició del dret civil català diferenciat del general espanyol, i també va mantenir posicions reaccionàries en temes com la llibertat de premsa, manifestant-se obertament contrari a la dissolució de la Inquisició.

## Commemoració del 2012
L'any 2012, amb motiu dels 200 anys de la Constitució de Cadis, el diputat del partit Ciutadans-Partit de la Ciutadania Jordi Cañas es lamentava que no es retés cap homenatge institucional als 16 diputats catalans que signaren la Constitució espanyola de 1812; Jordi Cañas Pérez afirmà que calia prendre a aquells diputats catalans de 1812 com a exemplars de l'ideari del seu partit, i que Ciutadans-Partit de la Ciutadania prenia aquells diputats catalans de 1812 com a model a seguir i homenatjar. En la mateixa línia el portaveu de Ciutadans-Partit de la Ciutadania Ángel Guillén va manifestar que aquells diputats catalans de 1812, d'ideologia conservadora o directament reaccionària i tradicionalista que tenien en les seves instruccions restituir les constitucions i privilegis de Catalunya abolits el 1714, defensar els gremis i el proteccionisme econòmic de la indústria catalana, en realitat, segon el portaveu de Ciutadans-Partit de la Ciutadania, ni parlaren de drets històrics, ni de tracte fiscal diferenciat per a Catalunya, ni de la defensa de les competències autònomes de la Junta Superior de Govern del Principat de Catalunya; el portaveu Ciutadans-Partit de la Ciutadania va dir que tot és una manipulació del catalanisme, i va alabar aquells diputats catalans de 1812, aquells que votaren en bloc en favor de mantenir la Inquisició, per la seva notable tasca esdevenint un model a seguir pel seu partit.